# 大人の見る繪本 生れてはみたけれど
『大人の見る繪本 生れてはみたけれど』（おとなのみるえほん うまれてはみたけれど）は、1932年（昭和7年）6月3日公開の日本映画である。松竹キネマ製作・配給。監督は小津安二郎。モノクロ、スタンダード、サイレント、90分。
小津監督のサイレント期を代表する傑作で、サラリーマン社会の悲哀を子供の視点から描いた喜劇映画である。小津作品の特徴であるフェードイン・アウトを使わずに固定したカットでつなぐ場面展開はこの作品によって決定付けられた。第9回キネマ旬報ベスト・テン第1位。

## あらすじ
良一、啓二のお父さんは、重役の岩崎の近くに引っ越して出世のチャンスをうかがっている。だが、兄弟の前では厳格そのもの。引っ越しで転校した兄弟は早速地元の悪ガキグループと喧嘩した揚句、鬱陶しくなって小学校をずる休みするも担任の家庭訪問で知られ、2人は父さんから大目玉。そのうち悪ガキ仲間と友達になり一緒に遊ぶようになる。その中には岩崎の子供もいる。ある日、みんなで「うちの父ちゃんが一番えらい」と自慢する話が出る。兄弟も自分の父親が一番えらいと信じて疑わなかったが、ある日、岩崎の家へ行って見せてもらった16ミリ映画の中で、父は岩崎の前でお世辞を言い、動物のまねまでしてご機嫌伺いをしていた。怒った2人は食事も取らず、またしても学校をサボって抗議する。しかし、その抗議も長続きせず母のとりなしで兄弟は夕食を食べて寝る。父も子供の寝顔を見ながら、家族のためとは言いながら子供を絶望させたことを後悔する。翌朝、いつものように父と兄弟は一緒に家を出る。

## スタッフ
- 監督：小津安二郎
- 原作：ゼェームス・槇
- 脚色：伏見晁
- 美術監督：河野鷹思
- 潤色：燻屋鯨兵衛（小津安二郎）
- 撮影・編集：茂原英雄
- 撮影補助：厚田雄春
- 舞台装置：角田竹次郎　木村芳郎
- 字幕撮影：日向清光

## キャスト

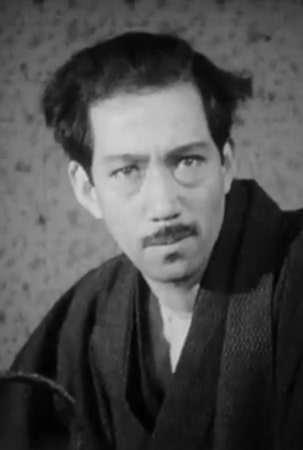
斎藤達雄
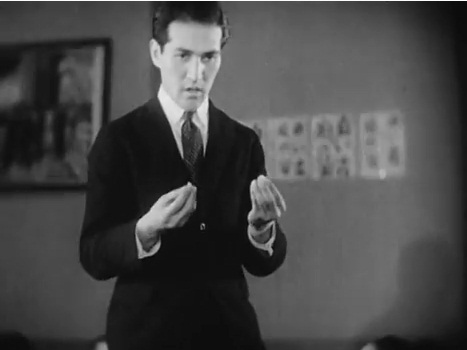
西村青児

- 父親吉井健之介：斎藤達雄
- 母親英子：吉川満子
- 長男良一：菅原秀雄
- 次男啓二：突貫小僧
- 重役岩崎壮平：阪本武
- その夫人：早見照代
- その坊ちゃん太郎：加藤清一
- 酒屋の小僧新公：小藤田正一
- 悪童亀吉：飯島善太郎
- 伊藤先生：西村青児
- 遊び仲間：藤松正太郎、葉山正雄
- 映写機を回す部下：笠智衆（ノンクレジット）

## 作品解説
本作は1930年代にサラリーマン階級の日常や庶民感情を描いて流行した小市民映画の代表作であり、サイレント期に小津の評価を決定づけた作品でもある。
撮影は1931年（昭和6年）11月に開始されたが、撮影中に子役の菅原秀雄が怪我をしたため一時撮影を中止し、その間に新人俳優の城多二郎を売り出す正月映画『春は御婦人から』の撮影にかかっている。しかし、それが城田の病気で中断すると、また本作の撮影を行っている。
撮影に出てくる電車の路線は池上線であり、電車が通るころあいを見計らってカメラを回したという。
本作のフィルムは、松竹所有のオリジナル版と、後年マツダ映画社によって松田春翠による活弁と音楽が挿入された「マツダフィルムライブラリー」版が現存する。

## ランキング
- 1959年：「日本映画60年を代表する最高作品ベストテン」（キネマ旬報発表）第3位
- 1979年：「日本映画史上ベスト・テン」（キネマ旬報発表）第17位
- 1989年：「大アンケートによる日本映画ベスト150」（文藝春秋発表）第31位（サイレント映画としてトップ）
- 1995年：「日本映画 オールタイムベストテン」（キネマ旬報発表）第52位
- 2009年：「オールタイム・ベスト映画遺産200 日本映画篇」（キネマ旬報発表）第59位[4]